# Вулиця Пасічна (Львів)
Вулиця Па́січна — вулиця у Личаківському районі міста Львова, в місцевостях Ялівець, Майорівка, Пасіки. Сполучає вулиці Личаківську з вулицями Зеленою та Луганською. Прилучаються вулиці Габріели Запольської, Миколи Голубця, Таджицька, Медової Печери, Глухий Кут, Китайська, Погулянка, Лисиницька, Джорджа Вашингтона, Абуабдулли Рудакі, Довга, Миколи Пимоненка, Пирогівка.

## Історія
Назву отримала від пасік, закладених тут львівськими передміщанами у XVI столітті. Місцевість звалась «Пасіками» ще до появи вулиці. Офіційну назву «Пасічна дорога» вулиця отримала у 1871 році. Тоді вона простягалась до місця, де нині перехрестя із вулицею Медової Печери. За часів німецької окупації, у січні 1943 року перейменовано на «Острінґ» із долученням другої ділянки, що прямує до нинішньої вулиці Зеленої. У липні 1944 року обидві ділянки знову отримали різні назви «Пйонтаків» і «Пасічна» відповідно. 1946 року об'єднано в одну вулицю. Ще у 1950-х роках вона була у 4-5 разів вужча і вимощена ламаним каменем. 1964 року стала «проспектом Ленінського Комсомолу». Назву вулиця «Пасічна» повернено 1990 року.

## Забудова
1924 року під № 36 споруджено віллу у «дворковому» стилі для родини Штельцерів. Архітектор Т. Шнайдер. Нині тут міститься Центр стоматологічної імплантації та протезування «ММ». Будинок внесений до реєстру пам'яток архітектури місцевого значення під охоронним № 2176-м.
З міжвоєнного періоду походить також цегляна водонапірна вежа, збудована 1933 року за проектом Вітольда Мінкевича. Задумана архітектором також як точка огляду місцевості туристами — має зручні сходи та оглядовий майданчик. У найнижчій точці вулиці, приблизно напроти 90-х номерів ще у 1950-х роках існувала капличка, зовнішній вигляд і інтер'єр якої зафіксував фотограф Юліан Дорош.
1952 року на місці поховань солдатів російської армії часів першої світової війни споруджено меморіальний комплекс «Пагорб Слави». Архітектори Андрій Натальченко, Генріх Швецький-Вінецький, Іван Персіков. Скульптори Михайло Лисенко і Василь Форостецький. 1960 року тут перепоховано радянського розвідника-диверсанта Миколу Кузнєцова. Надгробок виконано за проєктом архітектора Михайла Федика і скульптора Валентина Подольського. Поруч із меморіалом у переобладнаному будинку школи відкрито музей «Пагорб Слави». Відкриття приурочене до 40-ліття приєднання Західної України до Радянського Союзу.
Близько 1957 року відбулася перша хвиля забудови вулиці малоповерховими житловими будинками за проєктами Генріха Швецького-Вінецького і Людмили Нівіної. Масове будівництво багатоповерхового житла розпочалося у 1962—1963 роках (архітектори Олег Радомський, Любомир Королишин). 1970 року було розроблено проєкт детального планування центральної частини Львова, котрий виходив з прогнозу про зростання населення Львова станом на 2010 рік до 1 млн мешканців. Проєкт передбачав втілення ідеї «Поліцентричної системи центру міста» (автор концепції Ярослав Новаківський). Згідно з концепцією на перехресті нинішньої Пасічної із вулицею Личаківською планувався додатковий «підцентр» з серією громадських споруд. Ідею не реалізовано.
Під № 39 розташована триповерхова будівля. 16 квітня 2021 року, на засіданні виконавчого комітету Львівської міської ради погодили видачу містобудівних умов та обмежень на її реконструкцію. Тут облаштують будинок підтриманого проживання, опікуватиметься ним навчально-реабілітаційний центр «Джерело». Це буде будинок для дорослих з інвалідністю, які втратили батьків чи опікунів, або прагнуть проживати окремо від них. Там заплановано облаштувати 12 одномісних та 4 двомісні кімнати, а також кухню, їдальню, доступні санвузли, встановити ліфт. Окрім того, заплановано додатково збудувати інклюзивний громадський простір.
Під № 83 розташована греко-католицька церква Благовіщення Пресвятої Богородиці, споруджена у 1995—2010 роках за проєктом архітектора В. Смереки.
Під № 87 розташована будівля навчального корпусу колишнього технікуму комунального будівництва (нині — Техніко-економічний фаховий коледж Національного університету «Львівська політехніка»), збудована у 1982 році. За цією ж адресою розташований басейн «Водан».
Під № 91 розташована православна церква Різдва святого Іоана Хрестителя, збудована за проєктом Олександра Матвіїва.
Навпроти будинку № 169 на вул. Пасічній у 2018—2021 роках збудована церква святої великомучениці Катерини з каплицею та дзвіницею. Висота дзвіниці церкви має близько 21,75 м, купол церкви — 17,15 м, а самої церкви — 13,45 м. Загалом церква вміщає 150 парафіян. Церква належить до Львівської єпархія ПЦУ.

## Транспорт
у 1940 році ділянка трамвайної колії до станції Личаків була демонтована і розворотне кільце влаштовано при перехресті з сучасною вулицею Пасічною. У 1969 році розворотне кільце було облаштоване у Личаківському парку. На вулиці Пасічній розташоване розворотне кільце та кінцева зупинка трамвайного маршруту № 2 (станом на грудень 2021 року).
Також вулиця Пасічна має чимало автобусних маршрутів, відповідно до нової транспортної схеми, яка була запроваджена у Львові у 2012 році тут проходять маршрутні таксі № 15, 19, 23, 24, 27, 40, 44, 47а, 50. Станом на січень 2024 року вулицею курсують автобуси № 40, 47, 92, маршрутні таксі № 19, 23, 27, а також автобус приміського сполучення — № 138.

## Меморіали, пам'ятники
На розі вулиць Личаківської та Пасічної розташовано пам'ятку садово-паркового мистецтва місцевого значення — Личаківський парк. Трошки вище вулиці розташовано військовий меморіал Пагорб Слави, де поховано вояків російської армії, що загинули у битвах першої світової війни 1914—1915 років або померли від ран у львівських шпиталях, а також декілька тисяч радянських вояків, що брали участь у боях за Львів з німецькими військами у 1944 році під час німецько-радянської війни. 1971 року на розі з вулицею Пересади встановлено пам'ятник першому секретареві ЦК ЛКСМ Західної України Василеві Пересаді, роботи скульптора Якова Чайки та архітектора Володимира Блюсюка, демонтований на початку 1990-х років.

## Світлини

Ділянка Пасічної поблизу перехрестя з вулицею Зеленою
Церква Благовіщення Пресвятої Богородиці
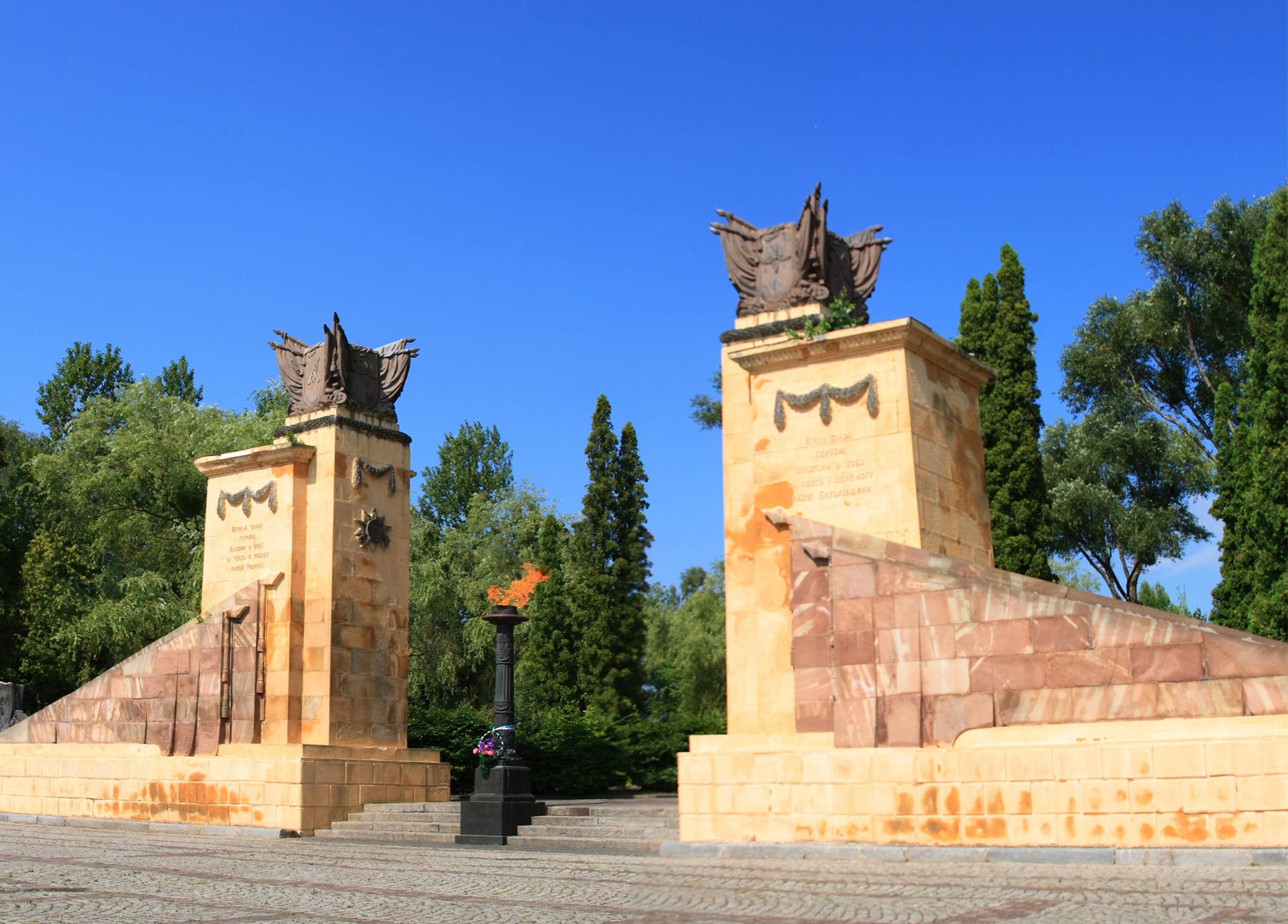
Вхід до «Пагорба Слави»
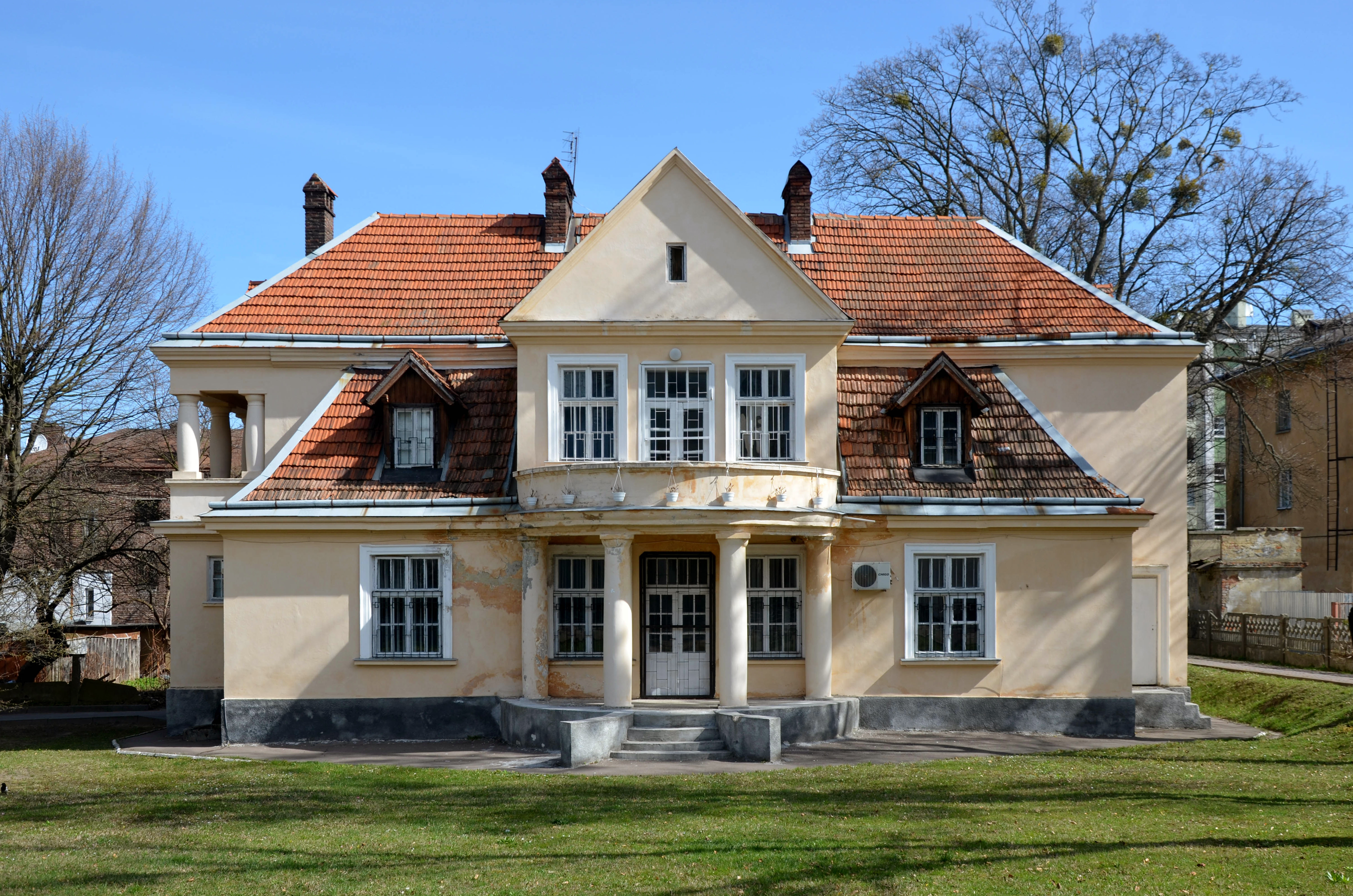
Колишня вілла Штельцерів
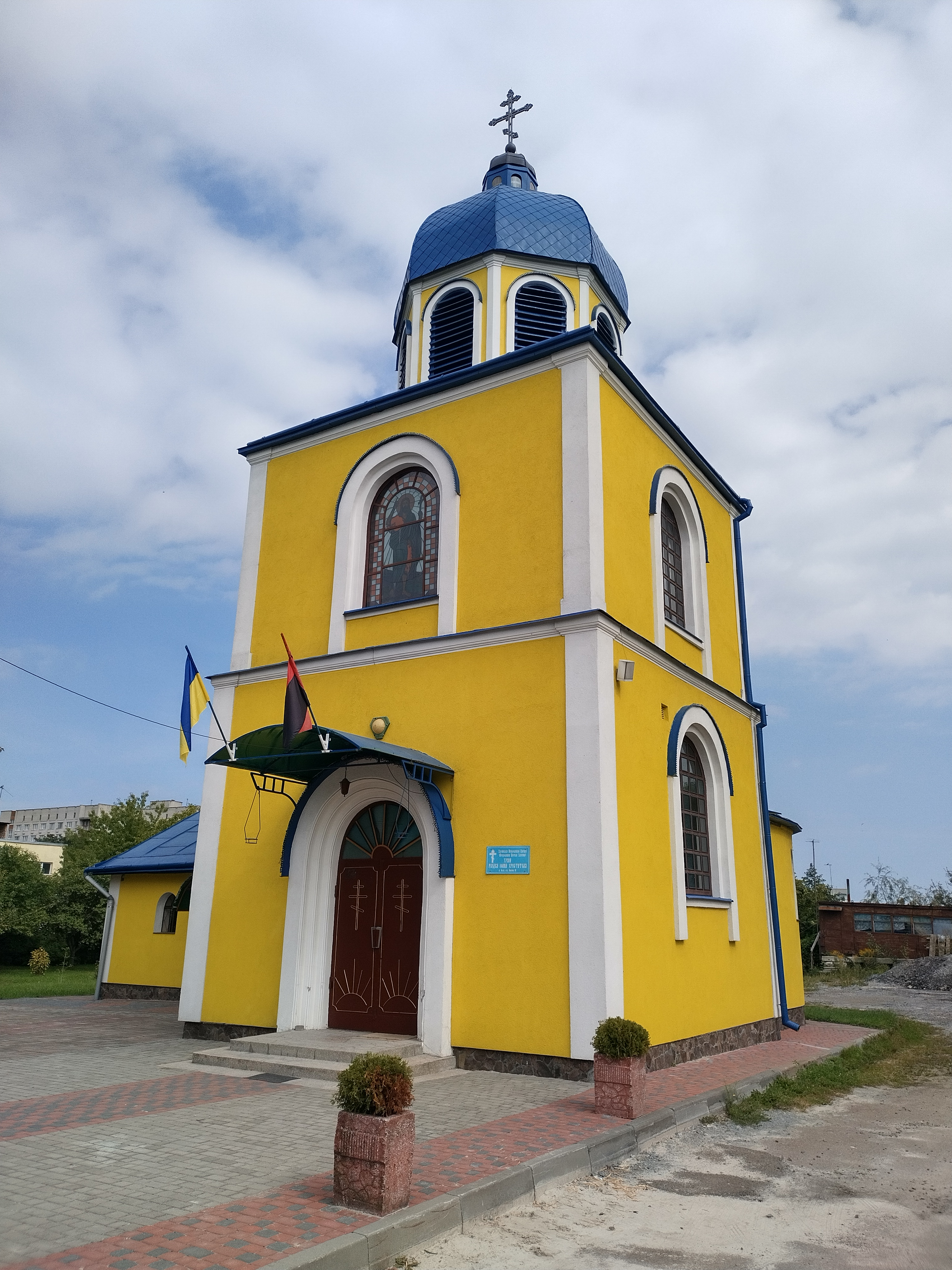
Церква Різдва святого Іоана Хрестителя